# Panzer VIII Maus
Panzerkampfwagen VIII Maus („Șoarece”) a fost un tanc german  super-greu, din cel de-al Doilea Război Mondial, construit pe data de 1 august 1943 la Berlin. Primul test a fost realizat la fabrica Alkett din Berlin pe data de 24 decembrie 1943. Totuși turela nu era finalizată, așa că a fost înlocuită cu o sarcină egală cu greutatea sa. Prototipul a dat dovadă de manevrabilitate, din spusele celor care au condus tancul reieșind faptul că se controla ușor. La sfârșitul războiului, cele două prototipuri au fost aruncate în aer pentru a nu fi capturate de sovietici. Mai târziu, după război, un inginer a refăcut acest tanc.